# LVG E.I
Die LVG E.I (Werksbezeichnung E.VI) war ein deutsches Versuchsflugzeug der LVG zur Erprobung von Kampfflugzeug-Bordwaffen im Ersten Weltkrieg; insbesondere für das Durchschießen des Propellerkreises mit einem Maschinengewehr.

## Geschichte
Die ersten Praxiserfahrungen mit Kampfflugzeugen zeigten schnell, dass die Schussrichtung der Bord-Maschinengewehre parallel zur Visierlinie des Piloten am effektivsten war. In den 1910er Jahren hatten sich einmotorige Flugzeuge mit Zugpropeller als effektivste Bauform entwickelt. Da es einerseits darauf an kam, das Gewicht von Waffe und Munition nah am Schwerpunkt zu konzentrieren und andererseits die Waffe zur Behebung von Ladehemmungen in Reichweite des Piloten zu platzieren, musste das Maschinengewehr den Propellerkreis durchschießen können.
Franz Schneider, der schweizerische Chefkonstrukteur der Luftverkehrsgesellschaft (LVG), hatte bereits 1913, also vor dem Ersten Weltkrieg, die Entwicklung einer Sperrvorrichtung patentieren lassen. Sie sah vor, den Abzug einer Schusswaffe über eine Mechanik so mit der Propellerwelle des Flugzeugmotors zu verbinden, dass der Abzug immer genau dann blockiert war, wenn eine Propellerschaufel vor der Mündung war.
Der einzige Prototyp der LVG E.I ging beim Transport zur Fronterprobung verloren und konnte sich nie beweisen.

## Konstruktion
Das Flugzeug war als zweisitziger Eindecker ausgelegt, angetrieben von einem wassergekühlten Sechszylinder-Reihenmotor Mercedes D II mit 120 PS. Ein MG feuerte mittels der patentierten Sperrvorrichtung durch den Propellerkreis. Zusätzlich war der Beobachtersitz mit einem zweiten beweglichen MG auf Drehringlafette versehen; ebenfalls eine Neuerung.

## Weiterentwicklung
Im Frühjahr 1915 realisierte Anton Fokker ein Unterbrechergetriebe, das nicht auf den Abzug, sondern auf die Zündung der Patronen wirkte, und baute dies in seine einsitzigen Fokker E.I-IV-Eindecker, mit denen die deutsche Fliegertruppe an der Westfront 1915 die Luftherrschaft errangen.

## Technische Daten
| Kenngröße             | Daten                                                                          |
| --------------------- | ------------------------------------------------------------------------------ |
| Besatzung             | 2 (Pilot und Beobachter)                                                       |
| Länge                 | 6,70 m                                                                         |
| Spannweite            | 8,4 m                                                                          |
| Höhe                  | 2,60 m                                                                         |
| Leermasse             | 450 kg                                                                         |
| Startmasse            | 655 kg                                                                         |
| Höchstgeschwindigkeit | 132 km/h                                                                       |
| Dienstgipfelhöhe      | 3048 m                                                                         |
| Reichweite            | 200 km                                                                         |
| Triebwerke            | ein wassergekühlter Sechszylinder-Reihenmotor Mercedes D II mit 120 PS (88 kW) |
| Bewaffnung            | zwei MG                                                                        |